# 白良璧
白良璧，陕西人。清朝將領。  
雍正元年（1723年）癸卯恩科武进士。同年十二月放三等侍衛。四年（1726年）放山東撫標右營游擊。曾署理参将印务。